# Andrew Sean Greer
Pour les articles homonymes, voir Greer.
Andrew Sean Greer, né le 5 novembre 1970 à Washington, est un romancier et nouvelliste américain.

## Biographie
Jumeau identique d'un couple de scientifiques, il fait des études universitaires en écriture créative à l'université Brown de Providence (Rhode Island) dans les classes d'Edmund White et de Robert Coover. Il entreprend aussi des études en arts à l'université du Montana. En 2012-2013, il enseigne à l'université libre de Berlin, puis au Iowa Writers' Workshop.
Plusieurs de ses nouvelles, d'abord parues dans les pages de prestigieux magazines, dont Esquire, The Paris Review et The New Yorker, ont été reprises dans How It Was for Me (2000) et dans l'anthologie collective The Book of Other People (en) (2008). Sa nouvelle intitulée Darkness est lauréate du O. Henry Award 2009.  
Son premier roman, The Path of Minor Planets, paraît en 2001, mais ce sont Les Confessions de Max Tivoli (The Confessions of Max Tivoli), roman publié en 2004, devenu un best-seller qui lui vaut une large notoriété. Ce récit d'un homme qui rajeunit au lieu de vieillir est inspiré à la fois par la chanson My Back Pages de Bob Dylan et par la nouvelle L'Étrange Histoire de Benjamin Button de F. Scott Fitzgerald. 
Il obtient le prix Pulitzer de la fiction en 2018 pour Les Tribulations d'Arthur Mineur (Less: A Novel).

## Œuvre

### Romans
- (en) The Path of Minor Planets, 2001
- Les Confessions de Max Tivoli, L'Olivier, coll. « Littérature étrangère », 2005 ((en) The Confessions of Max Tivoli, 2004), trad. Laetitia Devaux, 310 p.  (ISBN 2-87929-434-7)Réédition, Points no P2222, 2009 (ISBN 978-2-7578-1486-4)
- L'Histoire d'un mariage[4], L'Olivier, coll. « Littérature étrangère », 2009 ((en) The Story of a Marriage, 2008), trad. Suzanne V. Mayoux, 272 p.  (ISBN 978-2-87929-625-8)Réédition, Points no P2323, 2010 (ISBN 978-2-7578-1648-6)
- Les Vies parallèles de Greta Wells, L'Olivier, coll. « Littérature étrangère », 2014 ((en) The Impossible Lives of Greta Wells, 2013), trad. Hélène Papot, 305 p.  (ISBN 978-2-8236-0336-1)Réédition, Points no P4015, 2010 (ISBN 978-2-7578-4949-1)
- Les Tribulations d'Arthur Mineur, Jacqueline Chambon, 2019 ((en) Less: A Novel, 2017), trad. Gilbert Cohen-Solal, 256 p.  (ISBN 2-33011-807-4)Réédition, Actes Sud, coll. « Babel » no 1755, 2021 (ISBN 978-2-330-15004-4) - Prix Pulitzer de la fiction 2018
- Arthur Mineur court à sa perte, Jacqueline Chambon, 2024 ((en) Less Is Lost, 2022), trad. Stéphane Vanderhaeghe, 240 p.  (ISBN 978-2-330-18649-4)

### Recueils de nouvelles
- (en) How It Was for Me, 2000

### Anthologies collectives
- (en) The Book of Other People, 2008
- (en) The PEN/ O. Henry Prize Stories 2009, 2009